# 土佐擬花介
土佐擬花介（学名：Cytherois tosaensis）为魚形介科擬花介屬下的一个种。